# William Henry Playfair

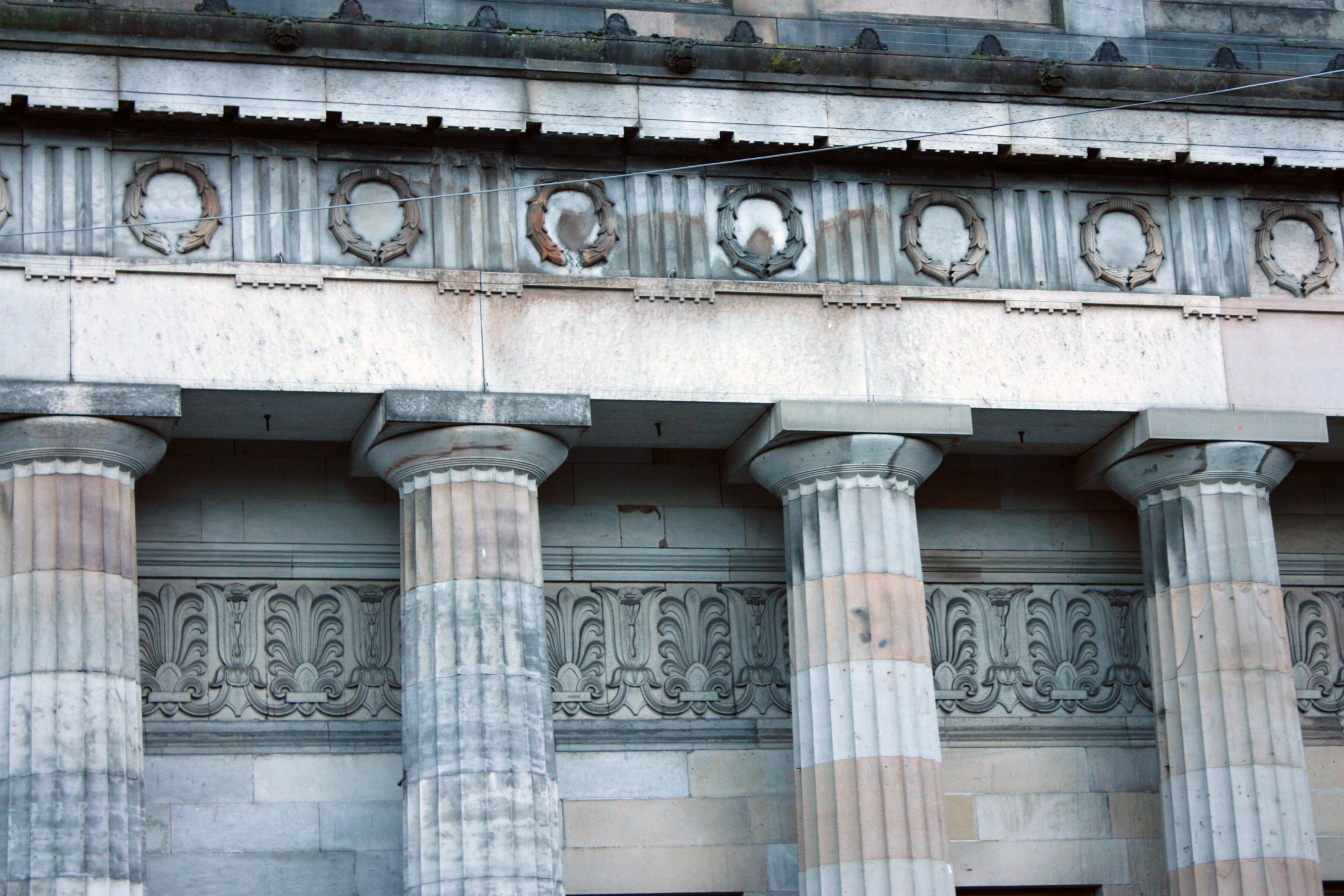
Detalj av fasaden på Royal Scottish Academy Building i Edinburgh.

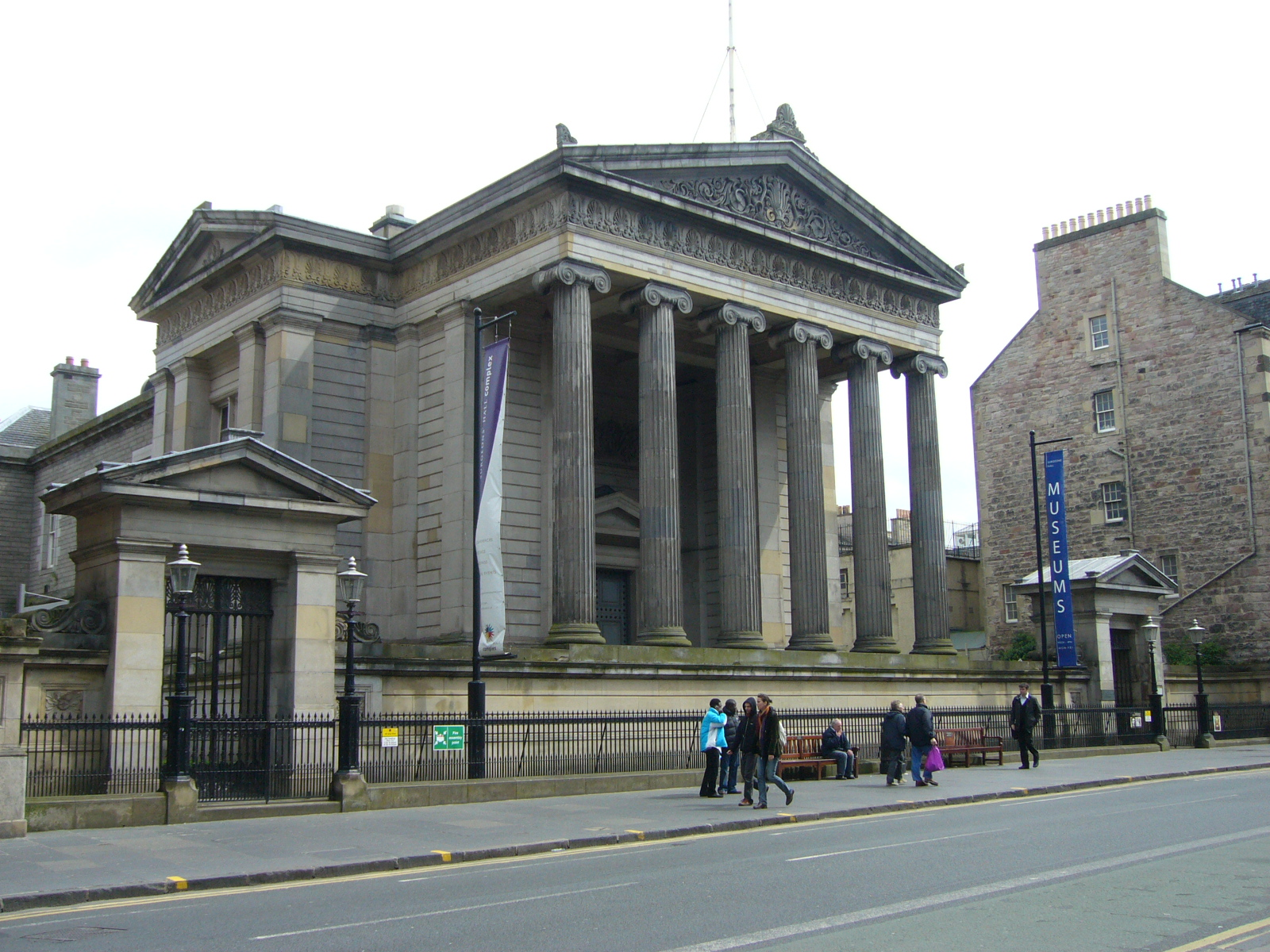
Surgeons' Hall i Edinburgh.

William Henry Playfair, född 15 juli 1790 i London, död 19 mars 1857 i Edinburgh, var en brittisk arkitekt.
Playfair var verksam i Edinburgh, där han från 1815 utförde en mängd byggnadsarbeten och gaturegleringar i strängt klassicerande anda. Bland hans byggnader märks Royal Institution, senare benämnt Royal Scottish Academy Building, i dorisk och Surgeons' Hall i jonisk still samt från hans senare år det storslagna National Gallery of Scotland.